# North Ormsby
North Ormsby est une paroisse civile et un village du Lincolnshire, en Angleterre.